# Kristina Mladenovic
Kristina Mladenovic (født 14. maj 1993 i Saint-Pol-sur-Mer) er en professionel tennisspiller fra Frankrig.

## Karriere
I januar 2018 vandt Mladenovic og Tímea Babos double ved Australian Open efter at have besejret Jekaterina Makarov og Jelena Vesnina i finalen. 
I juni 2019 vandt Babos og Mladenovic French Open efter at have besejret Elise Mertens og Aryna Sabalenka i finalen. I januar 2020 vandt Babos og Mladenovic deres tredje Grand Slam-titel sammen, da de vandt Australian Open efter at have besejret Hsieh Su-wei og Barbora Strýcová i finalen.

## Baggrund
Mladenovic er af bosnisk-serbisk oprindelse, idet hendes far, Dragan Mladenović, var håndboldspiller fra Jugoslavien, mens hendes mor Dženita (bosnier) var volleyballspiller. Parret kom til Frankrig i 1992, da Dragan Mladenović spillede for Dunkirk. Hele familien er siden blevet franske statsborgere.